# سفر راعوث
سفر راعوث (بالعبرية: מגילת רות) هو ثامن أسفار التناخ في الديانة اليهودية والعهد القديم في المسيحية؛ ويرفض الصدوقيون والسامريون الاعتراف بقدسية السفر وسوى ذلك لا خلاف بين مختلف طوائف الديانة اليهودية والمسيحية حول قدسيته؛ وهو السفر الوحيد المسمى باسم امرأة بجانب سفر إستر، وتذكر لاحقًا في إنجيل متى كأحد أسلاف يسوع الذي يعتقد المسيحيون أنه المسيح. راعوث التي يتكلم عنها السفر هي امرأة موآبية وهي أيضًا زوجة بوعز جد أب الملك داوود. وبالتالي فإن السفر يروي جزءًا من سيرة عائلة الملك داوود.
يعتبر السفر من أقصر أسفار العهد القديم وهو مؤلف من أربعة فصول فقط، تغطي ثلاث مراحل بطول متفاوت.

## كاتب السفر وتاريخ الكتابة
السفر لا يذكر مؤلفه. تم نسبه تقليديا إلى النبي صموئيل (ولد قبل 1070 ق.م.)، ولكن كون راعوث غير إسرائيلية والتأكيد على الحاجة إلى تبني موقف شامل تجاه الأجانب يشيران إلى كون أصل السفر من القرن الخامس قبل الميلاد، عندما أصبح التزاوج الخارجي مثيرا للجدل (كما في عزرا 9: 1 ونحميا 13: 1). ولذلك يرجع عدد كبير من العلماء تاريخ تكوينه إلى الفترة الفارسية (بين القرنين السادس والرابع قبل الميلاد). يُعتقد أن الأنساب التي تختتم السفر عبارة عن إضافة كهنوتية بعد فترة الأسر، لأنها لا تضيف شيئًا إلى الحبكة. ومع ذلك، تمت صياغتها بعناية وتدمج الكتاب في تاريخ إسرائيل الممتد من سفر التكوين إلى الملوك.

## قصة السفر وأحداثه

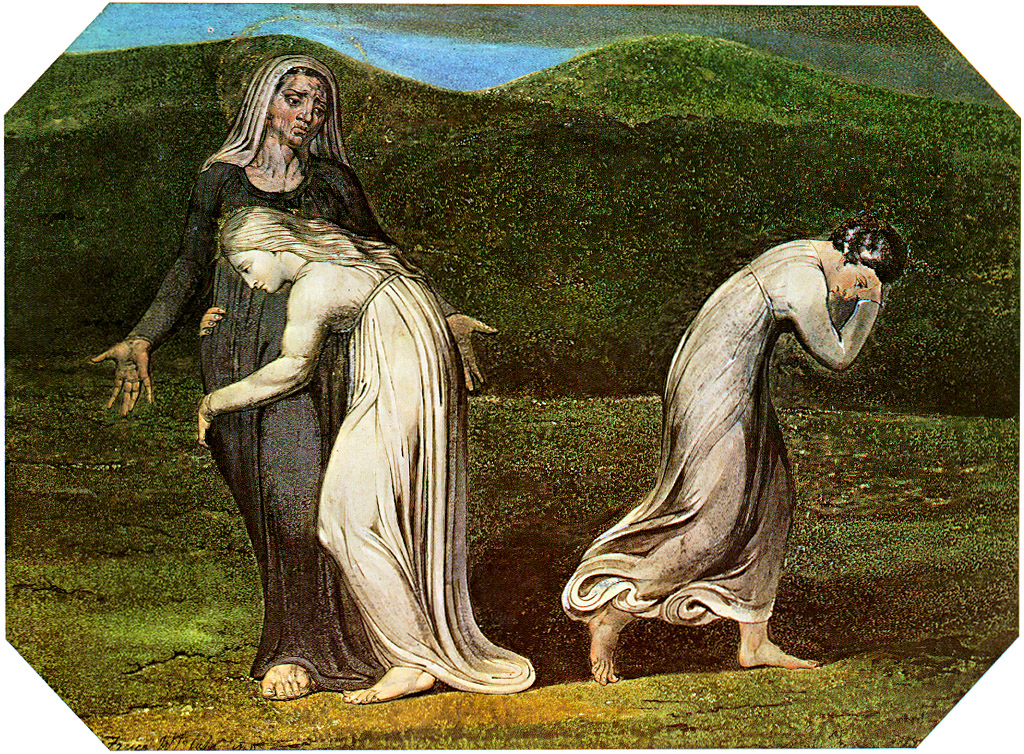
عرفة تعود إلى بلادها، وراعوث تبقى مع نعمي كما يرد في السفر؛ اللوحة لويليام بليك، 1795.

### الهجرة والعودة
لا يشكل السفر أهمية من الناحية التاريخية ويكتفي بالإشارة أن هذه الأحداث قد وقعت خلال حكم القضاة؛ دون مزيد من الإيضاح أو التفصيل. حسب السفر فإن أليمالك مع زوجته نعمي وابنيه محلون وكيلون وهم يهود من سبط يهوذا يقطنون في بيت لحم، قد هاجروا بنتيجة القحط ضرب بني إسرائيل إلى أرض موآب التي تقع إلى الجنوب في البحر الميت؛ ويبدو أن مكوثهم قد طال بحيث توفي أليمالك كما يذكر السفر وتزوج ابنها من نساء موآبيين هما عرفة وراعوث وقد استمر زواجهما عشر سنوات، ثم مات كلاهما فقررت نعمي العودة إلى بيت لحم لأنها سمعت أن القحط والمجاعة قد زالا من أرض يهوذا، فرافقتها كنتاها وخلال الطريق: قالت نعمي لكنتيها اذهبا وإرجعا كل واحدة إلى بيت امها وليصنع لكما الرب معكما إحسانًا كما صنعتما بالموتى وبي، وليعطيكما الرب أن تجدا الراحة كل واحدة في بيت رجلها.
لكن راعوث ونعمة رفضتا ذلك في البداية فأصرت نعمي: ارجعا يا بنتيّ، لماذا تذهبان معي؟ هل في أحشائي بنون ليكون لكما رجالاً؟ عندها عادت عرفة ولكن راعوث رفضت وأصرت على البقاء مع حماتها: لا تلحي عليّ أن أتركك وأرجع عنك، لأنه حيثما ذهبتي أذهب، وحيثما بتي أبيت، شعبك شعبي وإلهك إلهي. فوافقت نعمي على اصطحاب راعوث معها، وعندما دخلت إلى بيت لحم استغربت المدينة كلها عودتها، فأخذت نعمي تندب حظها: إني ذهبت ممتلئة وأرجعني الرب فارغة، لماذا تدعونني نعمي والرب قد أذلني والقدير قد كسرني؟.

### بوعز

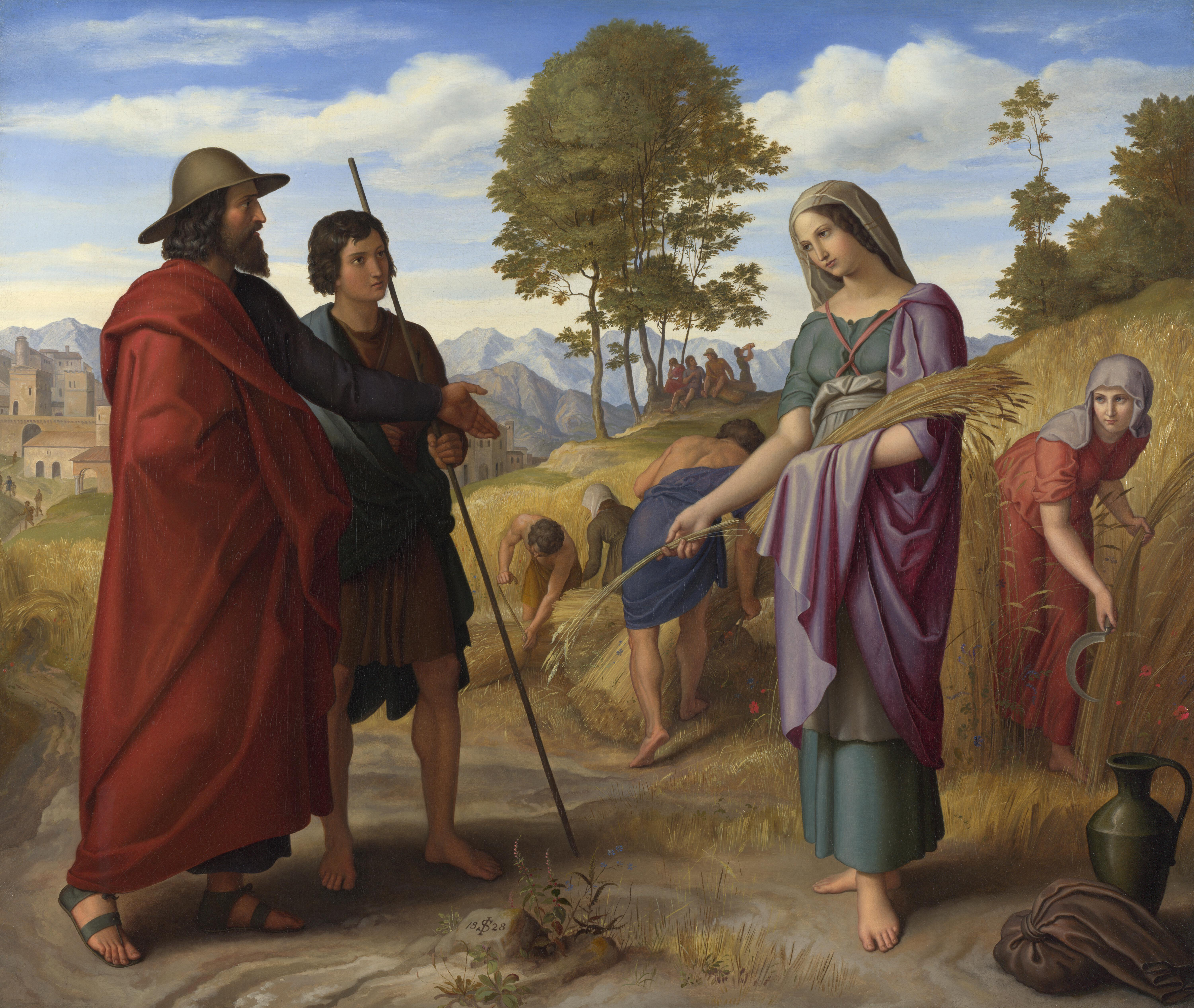
اللقاء الأول بين راعوث وبوعز في حقله، لوحة لجوليوس كارولسفيلد، 1828.

إثر استقرارها في بيت لحم طلبت راعوث من حماتها أن تذهب للعمل في حصاد الشعير، فاهتدت إلى حقل خاص لأحد أقارب حماتها نعمي اسمه بوعز، وعندما عرف بوعز من هي طلب منها البقاء في الحقل والعمل دائمًا لديه، ثم أوصى سائر العمال والمشرفين عليهم بالاهتمام الخاص بها، إثر ذلك سقطت راعوث على وجهها وسجدت إلى الأرض، وقالت له كيف وجدت نعمة في عينيك حتى تنظر إليّ وأنا غريبة. فأجاب بوعز وقال لها: إنني قد أخبرت بكل ما فعلت بحماتك بعد موت رجلك، حتى تركت أباك وأمك وأرض مولدك وسرت إلى شعب لم تعرفيه من قبل. وعندما عادت في المساء إلى حماتها وأخبرتها، تهللت نعمي للمرة الأولى في السفر وأخبرت راعوث أن بوعز هو الوليّ الثاني لهما.

### زواج راعوث من بوعز
يذكر السفر أنه عند نهاية موسم الحصاد، طلبت نعمي من راعوث أن تغتسل وتضع طيوبًا على جدسها ثم تذهب إلى منزل بوعز وتضطجع عند قدميه، ففعلت راعوث ما طلبت نعمي منها، وعندما سألها بوعز من أنت؟ كشفت له عن نفسها وطلبت منه الزواج بها، وفق الشريعة اليهودية، فامتدحها بوعز، ثم سأل وليها الأول الذي لا يذكر السفر عنه شيءًا أن يشتري حصة نعمي من الحقل وأخبره أن عليه الزواج من راعوث مع شراءه الحقل، وذلك وفق أحكام الشريعة اليهودية، التي تنص على زواج الأرملة من أقرب أقرباء زوجها الذكور ليستمر اسمه في الأرض، فرفض الولي ذلك وإذ ذاك انتقل الأمر إلى بوعز الذي تزوج راعوث واشترى الحقل، وعندما أخبر بوعز الشعب بذلك فرحوا: فليجعل الرب المرأة الداخلة إلى بيتك كراحيل وليئة اللتين بنتا بيت إسرائيل.
يختم السفر بأن راعوث قد حبلت من زوجها بوعز، في حين هنأت النساء في بيت لحم نعمي: لأن كنتك قد أحبتك، وهي غير لك من سبعة بنين. والولد الذي أنجبته راعوث هو عوبيد والد يسى والد الملك داود، ويختم السفر بذكر أنساب عائلة الملك داوود من فارص وصولاً إلى داوود، ومجموع ما يذكره السفر عشرة آباء.

## غاية السفر وأهميته

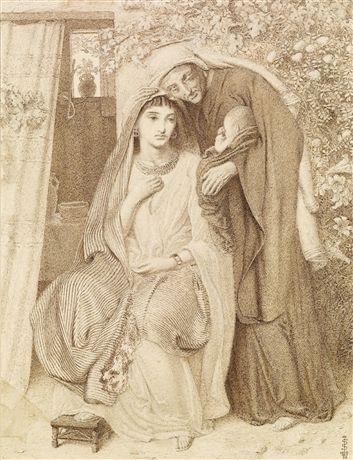
راعوث ونعمي ويظهر عوبيد ابن راعوث طفلاً، وهو جد الملك داوود؛ اللوحة لسيمون سولومون، 1860.

السفر وإن كان قليل الأهمية من الناحية التاريخية، لكنه يساعد على إيضاح وقائع المجتمع اليهودي القديم، فلا زال هناك صيغة التفريد منتشرة، أي وجود عدد من الآلهة يتعظمها إله بني إسرائيل، مسيطرًا في المجتمع ويمكن ملاحظة ذلك من خلال استعمال السفر لصيغة إلهي وإلهك؛ كذلك يتضح في السفر نظرة اليهود الدونية نحو الأقوام المجاورة، ونحو سائر الشعوب، فقد خافت راعوث من الرفض لكونها موآبية، وربما رفضها الولي الأول لعدم كونها يهودية صرفة، لكن ذكر راعوث الموآبية بأنها آمنت بإله إسرائيل، كذلك ذكر زواج ولدي أليمالك من مؤآبيتين، فراعوث رغم كونها غريبة عملت أثرًا كبيرًا في إسرائيل، والملك داود الذي يجلّه الشعب ينحدر من نسل غير صافي، وبالتالي تكون الغاية الأساسية لكتابة السفر دعوة اليهود لعدم المغالات في عقيدة شعب الله المختار.
يعتقد المسيحيون أن راعوث هي رمز إلى كنيسة الأمم وخلاص غير اليهود؛كذلك يعتقد المسيحيون أن  أهمية السفر تكمن لأنه احتفظ لنا بنسب السيد المسيح. ونجد في نسبه البشري شخصيات كلها يهوداً وأمماً. ونلاحظ أيضًا في نسب المسيح ثلاث نساء وهم ثامار الكنعانية وراحاب الكنعانية وراعوث الموآبية فالمسيح أخذ لنفسه طبيعة كل البشر وليس طبيعة اليهود فقط.  ويرى البعض أيضًا أن راعوث رمز للكنيسة بشكل عام في حين أن بوعز رمز ليسوع الذي هو المسيح وفق المعتقدات المسيحية.
كذلك ترى الباحثة والراهبة الأنطونية جهاد أشقر أن سفر راعوث مليء بالصور الكتابية والتوازي والسجع والمجانسات الصوتية في أسماء العلم: اليملك (الهي ملك)، نعمي (جميلتي) ومحلون (مرض) وكليون (زوال) وعرفة (قفا العنق الذي يديره الإنسان عند الانصراف وترمز إلى الارتداد) وراعوث (المشدّدة وتنبئ بالتعلق والتأييد). اسم بوعز (فيه قوة) يبعث الأمل واسم مرة (يعبر عن الشدة). أما عوبيد فيعني العبد، أي عبد الله. في حين يرى عبد ارزاق الموحي أن السفر يعكس صفة مميزة: لا يمتنع عند اليهود أن يلهم الله بالرؤيا الصالحة أو الدليل البيّن إنسانًا من غير الأنبياء ومن غير شعب إسرائيل كما ألهم بلعام وراعوث. كذلك يقرأ اليهود إلى اليسوم سفر راعوث خلال الاحتفال بعيد الأسابيع الذي يدعى أيضًا بعيد العنصرة، وذلك لأن السفر يذكرهم بالحصاد.
كذلك يمكن استخلاص العديد من الحكم والأمثال في السفر، ويقارن البعض بينه وبين سفر القضاة فبينما يغلب على الأول طابع عدم الإيمان والعنف والارتداد، يطبع الإيمان والثقة سفر راعوث. فرغم كونه سفرًا صغير الحجم إلا أنه يقدم درسًا روحيًا هامًا.

## مواقع خارجية
- سفر راعوث.
- تفسير سفر راعوث من منتديات الكنيسة.

| سبقه سفر القضاة | العهد القديم | تبعه سفر صموئيل الأول |